# Francesco Marmaggi
Francesco Marmaggi (* 31 de de Agosto de 1870, em Roma ; † 3. de Novembro de 1949 ibid) foi um diplomata da Santa Sé e Cardinal.

## Vida
Marmaggi frequentou o Pontifício Seminário Romano, onde obteve o doutorado em filosofia e teologia. Ele recebeu em Roma, em 14 de abril de 1900, a ordenação sacerdotal da diocese de Roma. Em seguida, trabalhou na pastoral da diocese de Roma, bem como um membro do corpo docente da Pontifícia Roman Athenaeum Sant'Apollinare e pessoal da Penitenciaria Apostólica até 1904. O Papa Pio X o nomeou em 15 de Novembro de 1907, Kaplan Sua Santidade. Em 2 de junho de 1915 ele foi nomeado Prelado Honorário de Sua Santidade.
Papa Bento XV nomeou-o em 1 de setembro de 1920 Arcebispo Titular de Hadrianópolis em Haemimonto e primeiro Núncio Apostólico no Reino da Romênia. A nomeação ocorreu após um longo período de negociações entre a Romênia e a Santa Sé, e em troca a nomeação de Dimitrie Pennescu como o primeiro embaixador da Romênia na Santa Sé. O cardeal secretário de Estado, cardeal Pietro Gasparri, deu-lhe em 26 de setembro do mesmo ano, na igreja de Santa Maria in Trastevere, a ordenação episcopal ;Co-consecrators foram Bonaventura Cerretti, secretário da Congregação para os Assuntos Eclesiásticos Extraordinários, e Lorenzo Schioppa, Núncio Apostólico no Reino da Hungria. Como um lema, ele escolheu Lux de luce ("luz da luz"). O núncio apostólico na Suíça, Luigi Maglione, foi consagrado na mesma cerimônia. Marmaggi representou o Papa em 1922 na coroação de Ferdinand I como rei da Romênia Maior, uma cerimônia em Alba Iulia ocorreu.
Depois da guerra greco-turca, ele foi um extraordinário embaixador na Turquia. Esta missão foi uma prova de Pio XI. Decisão pela qual o papado intensificou as relações diplomáticas, uma política apresentada na encíclica Pacem, Dei munus pulcherrimum, e se despediu da tradição de proteção francesa para os católicos do Oriente Médio. Ao mesmo tempo, o Papa também enviou Celso Benigno Luigi Costantini à China para estabelecer contatos com o governo Beiyang.
Em 30 de maio de 1923, Marmaggi foi nomeado núncio apostólico na Tchecoslováquia. Dois anos depois, no entanto, ele foi lembrado como um sinal de protesto a Roma. Este foi o resultado de várias diferenças de opinião entre as autoridades de ambos os lados, desencadeadas pela decisão da Checoslováquia para upálení mistra Jana Husa para celebrar um festival em honra Jan Hus ", que influenciaram o dogma protestante como hereges no jogo queimado era.
Francesco Marmaggi deixou Praga, em 06 de julho de 1925 depois de repetidas advertências por Presidente Tomáš Masaryk, o primeiro-ministro Antonín Svehla e ministro das Relações Exteriores Edvard Benes não cumpriu com a obrigação de não participar das celebrações, os três políticos participaram ostensivamente como indivíduos na festa. Seu protesto foi apoiado pela Československá strana lidová, que criticou o presidente Masaryk. Como resultado de sua partida, a Tchecoslováquia rompeu relações diplomáticas com a Santa Sé.
O papa nomeou-o em 13 de fevereiro de 1928, Núncio Apostólico na Polônia. Pio XI. levou-o em 16 de dezembro de 1935 como padre cardeal com a igreja titular de Santa Cecília em Trastevere no Colégio dos Cardeais. Dois anos depois, analisadas com o Cardinals Maglione, Pietro Boetto SJ, Nicola Canali, Mario Nasalli Rocca di Corneliano, Alberto di Jorio, Giovanni Mercati, Raffaele Carlo Rossi OCD, Carlo Salotti, Federico Tedeschini eEugène-Gabriel-Gervais-Laurent Tisserant em uma comissão papal a situação que foi desencadeada pela Guerra Civil Espanhola e o impacto do conflito sobre o clero católico romano na Espanha. Segundo o historiador Vicente Cárcel Ortí a Comissão foi formada após o Papa na frente de Francisco Franco foi avisado decisão de derrubar as reformas republicanos (em uma época em que a zona era controlada por insurgentes, foi muito menor do que a zona de republicano).
Ele participou do conclave em 1939, o Pio XII. eleito. Ele deixou Polónia em Março de 1939, quando ele se tornou Cardeal Prefeito do Conselho Sagrada Congregação foi nomeado. Aparentemente, ele queria como seu sucessor Angelo Giuseppe Roncalli, o então núncio na Turquia e na Grécia e mais tarde Papa João XXIII., Mas seu pedido ficou sem resposta.
Ele morreu de um ataque cardíaco e foi enterrado na Basílica de Santa Cecília em Trastevere. Uma rua em Roma foi nomeada em sua homenagem (Via Cardinale Marmaggi).